# Ma femme est dingue
Pour plus de détails, voir Fiche technique et Distribution.
Ma femme est dingue (For Pete's Sake) est un film américain réalisé par Peter Yates, sorti en 1974.

## Synopsis
Avec sa femme Henrietta (Henry), Pete Robbins vit le parfait amour, mais il souffre de n’avoir pas pu terminer ses études et de devoir gagner médiocrement sa vie comme chauffeur de taxi. Conseillé par un collègue boursicoteur, il pense faire fortune en spéculant sur les « boyaux de porc » (pork bellies). Comme les banques lui refusent un prêt, sa femme emprunte 3 000 dollars à un usurier mafieux. Pete investit dans les pork bellies cette somme qu'il croit prêtée par la famille de Henry. Mais les cours stagnent, et Henry, traquée par la pègre, doit recourir à des expédients de plus en plus compromettants dont chacun alourdit sa dette et la précipite dans des situations de plus en plus loufoques.

## Fiche technique
- Titre français : Ma femme est dingue
- Titre original : For Pete's Sake
- Réalisation : Peter Yates
- Scénario : Stanley Shapiro & Maurice Richlin
- Musique : Artie Butler
- Photographie : László Kovács
- Montage : Frank P. Keller
- Production : Martin Erlichman & Stanley Shapiro
- Sociétés de production : Barclay & Rastar Pictures
- Société de distribution : Columbia Pictures
- Pays de production :  États-Unis
- Langue : Anglais
- Format : Couleur - 35 mm - 1.85:1
- Genre : Comédie
- Durée : 87 min
- Dates de sortie :
  - États-Unis : 26 juin 1974 (New York)
  - France : 14 décembre 1974

## Distribution
- Barbra Streisand (VF : Michèle Bardollet) : Henrietta 'Henry' Robbins
- Michael Sarrazin (VF : Michel Bedetti) : Pete Robbins
- Estelle Parsons : Helen Robbins
- Molly Picon (VF : Lita Recio) : Mme Cherry
- William Redfield (VF : Philippe Dumat) : Fred Robbins
- Louis Zorich (VF : Pierre Garin) : Nick Kasabian
- Heywood Hale Broun (VF : Alfred Pasquali) : le juge Hiller
- Richard Ward (VF : Jean Fontaine) : Bernie
- Ed Bakey (VF : Georges Atlas) : Angelo
- Peter Mamakos (VF : Gérard Hernandez) : Dominic
- Vivian Bonnell (VF : Maïk Darah) : Loretta
- Joe Maher (VF : Jacques Balutin) : M. Coates
- Herb Armstrong (VF : Antoine Marin) : l'assureur
- Fred Stuthman (VF : Georges Hubert) : le responsable des prêts
- Bella Bruck (VF : Marie Francey) : la cliente, à l'épicerie
- Vincent Schiavelli (VF : Jacques Ciron) : l'employé de l'épicerie
- Sidney Miller (en) (VF : Albert Augier) : le conducteur ivre
- Martin Lee Erlichman (VF : Albert Augier) : le spectateur, au cinéma
- Bill McKinney (VF : Georges Aubert) : Rock (Rocky en VO), le trafiquant de vaches (non crédité)
- Jeffrey Sayre (VF : Jacques Ebner) : l'employé de banque (non crédité)